# Libohovë
Libohovë è un comune albanese situato nella prefettura di Argirocastro.
In seguito alla riforma amministrativa del 2015, a Libohovë sono stati accorpati i comuni di Qënder e Zagori; il comune conta così una popolazione complessiva di 3.667 abitanti (dati del censimento 2011).

## Monumenti e luoghi d'interesse
- Castello di Libohovë
- La casa di Myfit Libohova, posizionata nel centro del comune